# 家畜改良増殖法
家畜改良増殖法（かちくかいりょうぞうしょくほう、昭和25年5月27日法律第209号）は、家畜の改良増殖の促進に関する日本の法律である。

## 構成
- 第1章 総則
- 第1章の2 家畜の改良増殖に関する目標等
- 第2章 種畜等
- 第3章 家畜人工授精及び家畜受精卵移植
- 第3章の2 家畜登録事業
- 第4章 雑則
- 第5章 罰則

## 資格
- 獣医師
- 家畜人工授精師